# August von Gehren
August von Gehren (* 9. September 1805 in Marburg; † 1. Februar 1876 in Frankfurt am Main) war ein deutscher Jurist und Mitglied der kurhessischen Ständeversammlung.

## Leben
August von Gehren war ein Sohn des kurfürstlich hessischen Regierungsprokurators und Staatsanwalts Henrich Otto von Gehren (1766–1843) und dessen Ehefrau Amalia geb. von Vultejus. Sein jüngerer Bruder Otto war Reichstagsabgeordneter.
Wie sein Vater studierte er Rechtswissenschaften und war zuerst als Staatsanwalt in Marburg und später als Obergerichtsdirektor in Fulda und Hanau tätig. 
Von 1842 bis 1844 hatte er ein Mandat für die kurhessische Ständeversammlung. Diese wurde nach den Unruhen im Jahre 1830 zum Zweck der Beratung und Verabschiedung einer Verfassung gebildet und hatte bis 1866 Bestand, als das Land Hessen durch Preußen annektiert wurde.